# Windstorm - Liberi nel vento
Windstorm - Liberi nel vento (Ostwind - Grenzenlos Frei) è un film del 2013 diretto da Katja von Garnier.
Il soggetto è tratto dal romanzo Ostwind - Zusammen sind wir frei di Carola Wimmer.

## Trama
La quattordicenne Mika ha preso un brutto voto ad una verifica a scuola e viene costretta dai suoi genitori a saltare il campeggio passando l'estate presso la fattoria della sua severa nonna, lontana da ogni tipo di svago per andare alla scuola di equitazione della nonna per tutta l'estate come punizione per aver preso un brutto voto a scuola.
Qui conosce il giovane stalliere Sam, ma soprattutto Windstorm, un timido stallone che non erano riuscite a domare neanche la cavallerizza Michelle né la nonna di Mika e, per questo motivo, destinato al macello.
Tra la piccola e il possente animale il contatto è immediato. Dotata di una spiccata empatia e sensibilità, Mika riesce infatti laddove tutti hanno inesorabilmente fallito, instaurando con Windstorm un rapporto di profonda intesa e fiducia.
La ragazza si insinua di notte nella stalla di Windstorm. Tra i due si sviluppa così una strana amicizia: Mika scopre di poter parlare con i cavalli.
Pronta a tutto pur di salvare l'amico dalla terribile sorte che lo attende, l'adolescente decide di prendere lezioni d'equitazione e di partecipare al prossimo torneo di salto a ostacoli per dimostrare a tutti il reale valore del suo fidato compagno.

## Personaggi
- Mika Schwarz, interpretata da Hanna Binke.
- Sam, interpretato da Marvin Linke.
- Maria Kaltenbach, interpretata da Cornelia Froboess.
- Herr Kaan, interpretato da Tilo Prückner.
- Elisabeth Schwarz, interpretata da Nina Kronjäger.
- Philipp Schwarz, interpretata da Jürgen Vogel.
- Michelle, interpretata da Marla Menn.
- Tinka, interpretata da Henriette Morawe.
- Fanny, interpretata da Amber Bongard.
- Dottor Anders, interpretato da Detlev Buck.
- Lehrer, interpretato da Martin Butzke.
- Landestrainer Hessen, interpretato da Peter Meinhardt.

## Produzione
Windstorm è stato girato nell'estate 2012 sul motivo principale Gut Waitzrodt (Gut Kaltenbach) a Immenhausen in Assia, nel distretto di Kassel, sul Beberbecker Hute vicino a Beberbeck a Reinhardswald e in Frisia. Il film è uscito in Germania il 21 marzo 2013, dove oltre 750.000 spettatori hanno visto il film entro la fine di maggio di quell'anno. Nel 2013, 820.121 visitatori a livello nazionale sono stati contati al botteghino tedesco, portando il film al 41 ° posto tra i film più popolari dell'anno.  Secondo uno studio della Film Funding Agency , Ostwind ha ricevutoIl pubblico ha dato il punteggio migliore tra tutti i film proiettati nei cinema tedeschi nel 2013 con un voto di 1,31, alla pari di Fack ju Göhte.

## Colonna sonora
Per il film è uscito un CD con lo stesso titolo (Ostwind - Together we are free), con la colonna sonora.

## Accoglienza

### Critica
"Windstorm è un film sui cavalli che cattura la magia di cavalcare all'aria aperta in immagini impressionanti. Anche il cast è fantastico, davanti a tutte le altre giovani star Hanna Binke nel suo primo ruolo da protagonista. Tuttavia, questi punti di forza sono diminuiti dalla sceneggiatura troppo costruita e dalla musica invadente".
- Gregor Torinus, Filmstarts.de 
“Film sul cavallo solido fatto in Germania. L'attenzione alla profonda relazione tra cavallo e uomo aiuta attraverso alcuni minuti di film scadenti".
- Cosima Grohmann, CountryMusicNews.de 
"Film da favola per ragazze sull'addomesticamento a vicenda, raccontato in modo eccitante, anche se drammaturgicamente non del tutto rotondo".
- Lessico del cinema internazionale.

## Riconoscimenti
Il film ha ricevuto la valutazione particolarmente prezioso dalla valutazione tedesca di film e media. Al Munich Film Festival nel 2013, Ostwind ha ricevuto il premio per i media per bambini" The White Elephant " nelle categorie Miglior regista e Miglior giovane attrice (Hanna Binke). Ha anche ricevuto il Guild Film Award della Filmkunstmesse Leipzig per il miglior film per bambini e il German Film Award 2014 per il miglior film per bambini. und den Deutschen Filmpreis 2014 für den besten Kinderfilm.

## Sequel
Windstorm non avrebbe dovuto avere sequel, ma a causa del grande successo del Buch zum Film su Ostwind, rimasto per mesi nelle liste dei bestseller, l'editore cbj ha pubblicato un sequel del film in forma di romanzo nel marzo 2014. Il libro è stato scritto dagli autori della sceneggiatura originale, Lea Schmidbauer e Kristina Magdalena Henn. Il romanzo è salito alla numero 2 nella lista dei bestseller di narrativa del Börsenverein nel mese della sua pubblicazione. Nel giugno 2014 la Constantin Film ha annunciato un sequel. Windstorm 2 - Contro ogni regola è uscito il 14 maggio 2015. Fino al 2021, cinque film e altri sei libri sono stati realizzati
Il film ha avuto quattro sequel:
- Windstorm 2 - Contro ogni regola (2015)
- Windstorm 3 - Ritorno alle origini (2017)
- Windstorm 4 - Il vento sta cambiando (2019)
- Windstorm 5 - Uniti per sempre (2021)